# Dipartimento di Toumodi
Il dipartimento di Toumodi è un dipartimento della Costa d'Avorio. È situato nella regione di Bélier, distretto di Lacs. Nel censimento del 2014 è stata rilevata una popolazione di 127.825 abitanti. 
Il dipartimento è suddiviso nelle sottoprefetture di Angoda, Kokumbo, Kpouèbo e Toumodi.